# John Aldridge
John William Aldridge (Liverpool, 18 de setembro de 1958) é um ex-futebolista irlandês nascido na Inglaterra.

## Carreira

### Newport County
Aldridge começara em 1979 no clube galês Newport County, então na quarta divisão do campeonato inglês. Em paralelo, o clube competia na Copa do País de Gales, vencendo-a pela primeira e única vez precisamente na temporada 1979-80, na qual também obteve acesso à terceira divisão inglesa. O título na copa galesa classificou a equipe pela única vez a uma competição continental, para a Recopa Europeia de 1980–81. Aldridge era a grande revelação naquele bom momento do Newport, que chegou às quartas-de-final, eliminado pelo futuro finalista Carl Zeiss Jena.

### Oxford United
No Oxford, quebrou o recorde de gols do clube em uma temporada, marcando 34 em 30 partidas na temporada 1984-85, sendo o primeiro jogador a marcar mais de 30 gols na segunda divisão em 19 anos. No embalo da artilharia de Aldridge, o Oxford chegou à divisão de elite da Inglaterra. Em 1985/86, Aldridge foi o terceiro artilheiro do campeonato e levou o clube à seu maior troféu, a Copa da Liga Inglesa, em vitória de 3-0 sobre o Queens Park Rangers em Wembley.
Na campanha do título, marcou 14 gols em 17 partidas. Aí atraiu o Liverpool, impressionado com seus 72 gols em 114 partidas pelo Oxford. Na mesma leva, os Reds trouxeram o jamaicano John Barnes.

### No Liverpool, o Auge
Na primeira temporada no Liverpool, um gol marcado em cada uma das nove primeiras partidas, invencibilidade da equipe nas 29 primeiras rodadas, a artilharia e o título inglês. Sua única falha foi um pênalti perdido contra o surpreendente Wimbledon na final da FA Cup. Os Reds perderam o jogo e o título por 1-0 para a chamada Crazy Gang do adversário, em um dos desfechos considerados dentre os mais improváveis das finais da competição.
A temporada seguinte, de 1988-89, foi mais difícil inicialmente na luta indiviudal por nova artilharia: ganhou no setor a concorrência do já ídolo local Ian Rush, que voltava de uma mal sucedida vida na Juventus. Exatamente para acomoda-los juntos, o jogador-treinador Kenny Dalglish idealizou uma tática diferente da tradicionalmente aplicada até então no clube, armando um tridente ofensivo, complementado por Peter Beardsley. Contudo, a mesma temporada terminaria marcada por amarguras: o campeonato inglês seria perdido em duelo direto em casa para o Arsenal, que não vencia havia 18 anos o torneio e sagrou-se campeão pelo saldo de gols exatamente ao marcar um no acréscimos do segundo tempo; a FA Cup, por sua vez, seria vencida em pleno clássico com o Everton, mas sem comemorações em função do desastre de Hillsborough, a ter vitimado fatalmente quase uma centena de torcedores.
Abalado, Aldridge fora à cada funeral que pôde das vítimas de Hillsborough. Deixaria naquele ano o clube onde marcou 50 gols em 83 jogos pela liga inglesa, partindo à Real Sociedad. A equipe espanhola era treinada por outra antiga figura do Liverpool, o galês John Toshack, e estava severamente desfalcada após desmanche intenso em um plantel recém-vitorioso, campeão da Copa do Rei em 1987.

### Abrindo a Real Sociedad a não-bascos
Aldridge não foi o primeiro não-basco na Real Sociedad, mas costuma ser visto como se o houvesse efetivamente sido. A equipe de San Sebastián na realidade já havia possuído outros, mas raríssimos - desde que, ainda na década de 1910, restringira-se a jogadores oriundos do País Basco e, como Roberto López Ufarte (nascido no Marrocos) ou Vicente Biurrun (nascidos Brasil), a descendentes do povo local eventualmente nascidos no exterior; inclusive ela pressionara para que o rival Athletic Bilbao, a partir daquele mesmo período, fizesse o mesmo.
Antes de Aldridge, o não-basco anterior havia sido o sueco Agne Simonsson, quase trinta anos antes e utilizado por uma única temporada. O irlandês também só foi donostiarra por um período breve, mas sua vinda teve o diferencial de efetivamente abrir os txuri-urdin a forasteiros, diante do protagonismo que soube exercer - o clube ainda limitou-se até 2002 a apenas bascos para contratações de jogadores espanhóis, mas ao longo da década de 1990 já aceitava contratar livremente futebolistas de outras nacionalidades. Ainda com Aldridge, o time contratou outro reforço oriundo do futebol inglês, Dalian Atkinson, reconhecido como o primeiro negro da Real. A dupla foi exitosa, anotando junta 29 dos 39 gols somados pelo elenco na temporada 1990-91.
Aldo posteriormente declararia arrependimento ao voltar ao Reino Unido, decisão tomada sob influência de sua família, que não se adaptara à Espanha em meio ao sucesso individual dele: nas duas temporadas espanholas, marcou 33 vezes em 63 jogos em La Liga. Aldridge então regressou às redondezas de Liverpool, para jogar no Tranmere Rovers. Na primeira temporada, anotou 40 gols. Por lá ficaria até encerrar a carreira, aos 40 anos de idade, com 138 gols em 242 aparições pelo Rovers. A partir de 1996, acumulou as funções de jogador e técnico da equipe, que treinou até 2001.

## Seleção Irlandesa
Aldridge, de ascendência irlandesa, adotara a seleção da Irlanda, pela qual jogava desde 1986. Compôs com Packie Bonner, Paul McGrath, Mick McCarthy, Frank Stapleton, Tony Cascarino o protagonismo de uma geração que levaria a república às suas primeiras competições internacionais, primeiramente à Eurocopa 1988 e depois às Copas do Mundo FIFA de 1990 e de 1994; mais da metade do grupo, como Aldridge, eram nascidos na Grã-Bretanha, sobretudo ingleses, recrutados pela ancestralidade para fortalecer uma nação sem participação tradicional em grandes torneios. Ainda em 1987, Aldridge e demais irlandeses souberam derrotar o Brasil, em Dublin, por 1-0.
Na Euro, os irlandeses venceram os ex-patrícios ingleses por 1-0 e empataram por 1-1 com a então potência União Soviética. Aldridge, Stapleton e Cascarino davam algum brilho no ataque de um elenco melhor reconhecido pela marcação férrea nos adversários, embora caísse na primeira fase ao ser derrotado pelos Países Baixos, perdendo somente nos últimos minutos a classificação - ainda assim, sob reconhecimento elogioso da imprensa, ciente da limitação técnica em um elenco no qual Aldridge era avaliado como raro jogador de primeira linha. Os dois últimos adversários seriam finalistas do torneio.
Naquele ano de 1988, Aldridge também chegou a receber questionamentos por ficar dois anos sem marcar gols pela seleção, entre 1986 e 1988, embora, de modo contrastante, conseguisse ser artilheiro pelo Liverpool. Isto preocupava, inclusive diante da presença da vizinha Irlanda do Norte no mesmo grupo nas eliminatórias para a Copa de 1990. Aldridge se recuperou e em 1989 marcou inclusive os dois gols na vitória que garantiu pela primeira vez o Eire na Copa do Mundo FIFA. Em seu primeiro mundial, os irlandeses chegaram às quartas-de-final, sendo eliminados no final da partida pelos anfitriões italianos. Na sequência, a seleção treinada por Jack Charlton esteve próxima da classificação à Eurocopa 1992, após campanha invicta nas eliminatórias, em meio uma invencibilidade de 25 jogos dentro de casa, entre 1986 e 1992.
Já com 35 anos, Aldridge foi aos Estados Unidos para o Mundial de 1994, segunda Copa sua e de seu país, conseguindo inclusive ser o artilheiro da seleção nas eliminatórias - com seis gols, em trajetória novamente permeada por duelos contra os vizinhos norte-irlandeses, contra os quais a classificicação foi assegurada com um empate em plena Belfast. Desta vez, a Irlanda venceram a Itália na Copa, na primeira fase, protagonizando uma das maiores surpresasdo torneio. Ao final da fase, todas as seleções do grupo terminaram com quatro pontos e mesmo saldo de gols. Seu gol na derrota de 2-1 para o México acabou sendo crucial, pois permitiu que a Irlanda se classificasse para a segunda fase, com um gol pró a mais sobre a Noruega, que ficou em último lugar. O veterano, inclusive, ficou marcado por protagonizar uma confusão com a arbitragem antes de entrar em campo: com a partida já em 2-0 para os mexicanos, Aldridge chegaou a arremessar água no quarto árbitro por revoltar-se com a demora para ser autorizado a ingressar. Sem ser punido, anotou já aos 39 minutos do segundo tempo o gol salvador.
Nas oitavas-de-final, novamente os neerlandeses interromperam o caminho dos irlandeses, classificando-se para enfrentar o Brasil nas quartas. Aldridge e outros remanescentes da geração ainda estiveram próximos da classificação à Eurocopa 1996, derrotados novamente pelos Países Baixos, dessa vez na repescagem, ao fim de outras eliminatórias tendo a Irlanda do Norte como concorrente. Entre 1986 e 1996, a Irlanda pôde ainda manter-se invicta (no total de cinco partidas, com duas vitórias e três empates) contra a Inglaterra, ironicamente a terra de nascença de Aldridge e muitos de seus colegas prospectados pela ausência de chances com os Three Lions.